# 新塞利夫卡 (羅茲迪利納市鎮)
46°55′24″N 30°17′15″E / 46.92333°N 30.28750°E
新塞利夫卡（羅馬化：Novoselivka）是位於烏克蘭西南部敖德萨州羅茲迪利納區羅茲迪利納市鎮的村莊。該村始建於1857年，面積0.85平方公里，海拔高度53米，2001年人口227，人口密度每平方公里268.32人。